# Leucotmemis kaietura
Leucotmemis kaietura là một loài bướm đêm thuộc phân họ Arctiinae, họ Erebidae.